# The Pee-wee Herman Show
The Pee-wee Herman Show è uno spettacolo teatrale sviluppato da Paul Reubens nel 1980. Lo spettacolo è la prima apparizione significativa del suo personaggio Pee-wee Herman. Lo spettacolo ha debuttato come spettacolo di mezzanotte nel febbraio del 1981 al Groundlings Theater e si è successivamente sposato al Roxy Theatre di West Hollywood, in California, nel settembre dello stesso anno, da dove l'emittente televisiva via cavo HBO lo ha trasmesso in televisione. Lo spettacolo teatrale era caratterizzato da un umorismo molto più "adulto" di quanto poi portato in televisione con la serie televisiva Pee-wee's Playhouse, andata in onda dal 1986 al 1990.

## Trama
A casa, nel suo teatro di Puppetland, Pee-wee Herman intrattiene il suo pubblico di "ragazzi e ragazze" in un omaggio ai programmi televisivi per bambini a basso costo degli anni cinquanta come Howdy Doody e Pinky Lee. Pee-wee trascorre la giornata con i suoi amici e concittadini di Puppetland, tra cui Pterri lo pterodattilo, Mr. Knucklehead, Capitano Carl, Miss Yvonne, Jambi il genio nella scatola, Clockey la mappa e orologio da parete degli Stati Uniti, il postino Mike, Hammy e sua sorella Susan, Hermit Hattie e i vicini canterini della porta accanto Mr. e Mrs. Jelly Do-nut.
Pee-wee desidera ardentemente poter volare, dopo che il genio Jambi gli ha concesso un desiderio, ma decide di rivelarlo a Miss Yvonne, che desidera invece che il Capitano Carl "piaccia davvero" a lei e la consideri "bella dalla testa ai piedi". Nel corso della sua frenetica giornata, Pee-wee canta e balla, legge lettere di amici di penna "da tutto il mondo" (inclusa la prigione), dirige un numero di ipnosi con una spettatrice che si spoglia sotto il suo comando e mostra un cartone animato e un breve filmato didattico del 1959 sul comportamento corretto intitolato Beginning Responsibility: Lunchroom Manners (lett. "Responsabilità iniziale: buone maniere in mensa").
Più tardi, Pee-wee si arrabbia per aver rivelato il suo magico desiderio quando vede il Capitano Carl e Miss Yvonne felici a un appuntamento. Dopo aver fatto il broncio e aver fatto i capricci, Pee-wee scappa. I cittadini di Puppetland sono preoccupati e scoprono il desiderio segreto di Pee-wee e, dopo che il Capitano Carl rivela che provava già una certa simpatia nei confronti di Miss Yvonne, tutti si rendono conto che Pee-wee ha ancora un desiderio da esprimere. Il genio Jambi esaudisce quindi il desiderio di Pee-wee di poter volare. Pee-wee si libra trionfante e ruggisce sopra Puppetland, proclamandosi "il ragazzo più fortunato del mondo".

## Produzione
The Pee-wee Herman Show viene sviluppato da Paul Reubens quando è uno dei ventidue finalisti scelti come ospiti fissi al Saturday Night Live, con un cast completamente rinnovato e una delle cinque stagioni senza il creatore dello show, Lorne Michaels, come produttore. Quando Gilbert Gottfried viene scelto al posto di Reubens, quest'ultimo pensa che la sua carriera sia finita. Secondo Reubens, stava per tornare a casa quando gli venne l'idea di uno spettacolo teatrale con il suo personaggio, presentato per la prima volta nel 1977, Pee-wee Herman. Quell'anno, il personaggio fa la sua prima apparizione a un pubblico nazionale (ma per lo più adulto) con un cameo in Cheech & Chong's Next Movie. Con 3.000 dollari di budget, la maggior parte dei quali gli vengono inviati tramite bonifico dai suoi genitori, e con l'aiuto di 60 persone che lavorano per lui, tra cui tre compagni dei Groundlings, Phil Hartman, John Paragon e lo scrittore/regista Bill Steinkellner, Reubens crea lo spettacolo. The Pee-wee Herman Show debutta come spettacolo di mezzanotte nel febbraio del 1981 al Groundlings Theater, spostandosi successivamente al Roxy Theatre di West Hollywood, in California, nel settembre dello stesso anno.
Nel 2010 lo spettacolo viene rimesso in scena. Paul Reubens ha dichiarato alla stampa in alcune interviste che sperava che la ripresa del suo spettacolo teatrale Pee-wee Herman Show avrebbe contribuito a suscitare l'interesse dei produttori e a ottenere i fondi per un nuovo lungometraggio, possibilmente con un nuovo attore che interpretasse il ruolo di Pee-wee. La nuova messa in scena del The Pee-wee Herman Show viene originariamente prevista per l'8 novembre 2009 al Music Box Theatre di Hollywood, con repliche fino al 29 dello stesso mese. A causa dell'elevata richiesta e di esigenze tecniche, lo spettacolo viene però spostato dal Music Box al Club Nokia @ LA Live, con repliche dal 12 gennaio al 7 febbraio 2010. Il cast esegue le prove ai Sunset-Gower Studios, prima di passare alle prove tecniche al Club Nokia.
Paul Reubens ha riscritto e aggiornato lo spettacolo, introducendovi riferimenti moderni a Internet, iPad, astinenza e ShamWow. Presenta inoltre diversi nuovi personaggi, tra cui il tuttofare Sergio, il pompiere Phineas, un cavallo parlante di nome Ginger (che sostituisce la Cowntess della serie televisiva) e un orso muto e ballerino. Elementi della serie televisiva Pee-wee's Playhouse sono stati integrati nello spettacolo teatrale. La storia della cotta del Capitano Carl (originariamente interpretato dal defunto Phil Hartman) per Miss Yvonne è stata trasformata, mettendo al suo posto Cowboy Curtis. Alla nuova versione sono stati aggiunti inoltre i personaggi di Chairry, i Flowers, Mr. Window, Globey, Clockey, Mr. Knucklehead, Conky il Robot (Conky 3000, originariamente Conky 2000), Magic Screen e King of Cartoons dalla serie televisiva.
La nuova produzione è stata prodotta da Scott Sanders, diretta da Alex Timbers, con scenografia disegnata da David Korins e Gary Panter e musiche originali composte da Jay Cotton. Dopo numerose anteprime, a partire dal 26 ottobre 2010, lo spettacolo ha esordito a Boradway, allo Stephen Sondheim Theatre, l'11 novembre 2010, a cui è seguito un numero limitato di repliche fino al 2 gennaio 2011. L'edizione di Broadway è stata prodotta dalla Scott Sanders Productions, da Adam S. Gordon, Allan S. Gordon, Élan V. McAllister, Roy Miller, Carol R. Fineman, Scott Zeilinger Productions/Radio Mouse Entertainment e dalla StylesFour Productions/Randy Donaldson/Tim Laczynski, con i produttori associati Jared Geller, David J. Foster, Anne Caruso e Kelly Bush.

## Personaggi e interpreti

### Roxy Theatre (1980-1981)
- Pee-wee Herman, interpretato da Paul Reubens
- Jambi the Genie / Pterry-Dactyl, interpretati da John Paragon
- Miss Yvonne, interpretata da Lynne Marie Stewart
- Kap'n Karl / Monsieur LeCroq, interpretati da Phil Hartman
- Hammy, interpretato da Tito Larriva
- Susan, interpretata da Nicole Panter
- Hermit Hattie / Clockey, interpretati da Edie McClurg
- Mrs. Jelly Donut, interpretata da Monica Ganas e da Brian Seff
- Mailman Mike, doppiato da John Moody

### Los Angeles (2009–2010)
- Pee-wee Herman, interpretato da Paul Reubens
- Mailman Mike, interpretato da John Moody
- Jambi, interpretato da John Paragon
- Miss Yvonne, interpretata da Lynne Marie Stewart
- Cowboy Curtis, interpretato da Phil LaMarr
- Sergio, interpretato da Jesse Garcia
- Fireman Phineas, interpretato da Josh Meyers
- Bear, interpretato da Drew Powell
- King of Cartoons, interpretato da Lance Roberts
- Altre voci date da Lori Alan

### Broadway (2010)
- Pee-wee Herman, interpretato da Paul Reubens
- Mailman Mike, interpretato da John Moody
- Jambi / Pterri, interpretati da John Paragon
- Miss Yvonne, interpretata da Lynne Marie Stewart
- Cowboy Curtis, interpretato da Phil LaMarr
- Sergio, interpretato da Jesse Garcia
- Fireman Phineas / Conky / Clockey / Fish / Randy / Shamwow, interpretati da Josh Meyers
- Bear / Mr. Window / Randy / Flowers, interpretati da Drew Powell
- King of Cartoons / Globey / Flowers / Mr. Knucklehead, interpretati da Lance Roberts
- Chairry / Magic Screen / Ginger / Fish / Flowers, interpretati da Lexy Fridell

## Colonna sonora
Nel 1981 viene pubblicato un album contenente le canzoni dello spettacolo. Si tratta di picture disc in vinile da 12" serigrafato a mano su un solo lato e contenente registrazioni dell'esibizione, pubblicato dall'etichetta discografica Fatima Recordz. La copertina presenta un disegno di Pee-wee realizzato da Gary Panter, che in seguito avrebbe vinto tre Emmy Award per la sua scenografia di Pee-wee's Playhouse. La serigrafia è stata realizzata da Richard Duardo, ma il design della copertina e dell'album è opera di Gary Panter. La copertina cartacea riporta che l'album è stato registrato al Roxy Theater di Los Angeles nel giugno 1981. Tutta la musica è stata composta e arrangiata da Jay Condom, salvo diversa indicazione.

### Tracce
1. Pee-wee's Playhouse
2. Good Morning Song (testo: Paul Reubens))
3. A Sailor's Life (Paul Reubens, Phil Hartman)
4. Most Beautiful Woman in Puppetland
5. Ballad of Hermit Hattie (musica: Edie McClurg)
6. Rub The Top of Jambi's Box (testo: John Paragon)
7. I Gotta Go Be By My Self / Call Me Mr. Bungle
8. He's Gonna Get His Wish – His Way – What He Wants
9. Luckiest Boy In The World (testo: Paul Reubens, Bill Steinkellner)
10. John Paragon – Volare Pee-wee

## Speciali televisivi
L'11 settembre 1981 l'emittente televisiva via cavo HBO trasmette uno speciale televisivo in cui ripropone lo spettacolo, ripreso dal Roxy Theatre di West Hollywood, in California, con il cast originale. Questa trasmissione vede alla regia lo stesso Paul Reubens e Marty Callner. Nel 2006 lo speciale televisivo viene distribuito in home video in formato DVD dalla Image Entertainment.
Anche la riedizione dello spettacolo del 2010 è stata ripresa, con la regia di Marty Callner, e trasmessa come speciale dalla HBO in televisione il 19 marzo 2011 con il titolo The Pee-wee Herman Show on Broadway.